# Cojoba matudae
Cojoba matudae là một loài thực vật có hoa trong họ Đậu. Loài này được (Lundell) L. Rico miêu tả khoa học đầu tiên năm 1991.